# Średnia harmoniczna

Geometryczny dowód bez słów, że max (a, b) > średnia kwadratowa lub średnia kwadratowa > średnia arytmetyczna > średnia geometryczna > średnia harmoniczna > min (a, b) dwóch różnych liczb dodatnich a i b.

Średnią harmoniczną {\displaystyle n} liczb dodatnich {\displaystyle a_{1},a_{2},\dots ,a_{n}} nazywamy liczbę:
{\displaystyle H:={\frac {n}{{\frac {1}{a_{1}}}+{\frac {1}{a_{2}}}+\ldots +{\frac {1}{a_{n}}}}}.}
Istnieje również wariant zwany ważoną średnią harmoniczną.
Na przykład średnią harmoniczną liczb 2, 2, 5 i 7 jest:
{\displaystyle H={\frac {4}{{\frac {1}{2}}+{\frac {1}{2}}+{\frac {1}{5}}+{\frac {1}{7}}}}={\frac {140}{47}}\approx 2{,}98.}
Średnia harmoniczna jest średnią potęgową rzędu –1.

## Obliczanie prędkości średniej
Za pomocą średniej harmonicznej można obliczyć prędkość średnią. Załóżmy, że trasa składa się z {\displaystyle n} równych odcinków i znamy prędkość średnią na każdym z nich: {\displaystyle v_{1},v_{2},\dots ,v_{n}.}
Wówczas prędkość średnia na całej trasie dana jest wzorem:
{\displaystyle v_{avg}={\frac {n}{{\frac {1}{v_{1}}}+{\frac {1}{v_{2}}}+\ldots +{\frac {1}{v_{n}}}}}.}